# Synagogue de Peki'in
La synagogue de Peki'in (en hébreu : בית הכנסת העתיק בפקיעין ; litt. « la synagogue antique de Peki'in ») est un lieu de culte juif situé dans le centre de Peki'in (en), dans le Nord d'Israël. Ses murs comporteraient deux pierres issues des murs du temple de Jérusalem. 

## Historique
D'après la tradition locale, la synagogue est construite à l'emplacement du Beth Midrash où enseignaient le rabbin Yehochoua ben Hanania avant la révolte de Bar Kokhba et le rabbin Shimon bar Yohaï après la révolte. L'édifice actuel date de 1873, trente années après la destruction de la précédente synagogue par un séisme. Comme l'atteste une plaque commémorative, la construction de la synagogue est financée par Rafael Halevy, un Juif de Beyrouth.
En 1926 et 1930, deux tablettes en pierre sont découvertes dans la synagogue. L'une dépeint une menorah, un shofar et un loulav, tandis que l'autre représente une arche sainte. Toutes deux sont datées d'entre le IIe et le IIIe siècle apr. J.-C..
En 1955, le ministre israélien des Affaires religieuses (en) fait rénover la synagogue sur une demande du Président Yitzhak Ben-Zvi, qui avait rendu visite à la communauté juive de Peki'in en 1922 comme il le relate dans son livre Shaar Yashuv. C'est pourquoi le billet de 100 shekels montre un portrait de Ben-Zvi au recto et la synagogue de Peki'in au verso.
La synagogue, désormais fermée au culte la plupart du temps, est conservée par Margalit Zinati. Zinati est issue d'une famille juive installée à Peki'in depuis plusieurs siècles, probablement depuis l'époque du Second Temple.

## Archéologie
En février 2017, le Conseil pour la conservation des sites patrimoniaux d'Israël met au jour un chapiteau en calcaire vieux de 1 800 ans, qui comporte deux inscriptions en hébreu datant de la période romaine. La colonne est retrouvée à l'envers dans la cour de la synagogue. D'après Yoav Lerer, l'inspecteur de l'Autorité des antiquités d'Israël en Galilée occidentale, « une analyse préliminaire suggère que des gravures sont des inscriptions commémorant les donateurs de la synagogue ». Uriel Rosenboym, directeur du Beit Zinati, affirme que « le contenu de cet artéfact écrit est indiscutable. Une synagogue antique se trouvait ici, et la synagogue a été construite sous sa forme actuelle ces derniers siècles. »,